# Codici aeroportuali IATA - D

## DA-DM
- DAB Aeroporto REGIONAL, Daytona Beach (Florida), Stati Uniti d'America
- DAC Aeroporto Zia International, Dacca, Bangladesh
- DAD Aeroporto civile, Đà Nẵng, Vietnam
- DAE Aeroporto civile, Daparizo, India
- DAF Aeroporto civile, Daup, Papua Nuova Guinea
- DAG Aeroporto Barstow-Daggett, Daggett (California), Stati Uniti d'America
- DAH Aeroporto civile, Dathina, Yemen
- DAJ Aeroporto civile, Dauan Island, Australia
- DAL Aeroporto Dallas Love Field, Dallas (Texas), Stati Uniti d'America
- DAM Aeroporto Internazionale di Damasco, Siria
- DAN Aeroporto civile, Danville (Virginia), Stati Uniti d'America
- DAP Aeroporto civile, Darchula, Nepal
- DAR Aeroporto Internazionale di Dar es Salaam, Tanzania
- DAT Aeroporto civile, Datong, Cina
- DAU Aeroporto civile, Daru, Papua Nuova Guinea
- DAV Aeroporto Aeropuerto Enrique Malek, David, Panama
- DAX Aeroporto civile, Daxian, Cina
- DAY Aeroporto Internazionale di Dayton, Dayton (Ohio), Stati Uniti d'America
- DAZ Aeroporto civile, Darwaz, Afghanistan
- DBA Aeroporto civile, Dalbandin, Pakistan
- DBD Aeroporto civile, Dhanbad, India
- DBM Aeroporto civile, Debra Marcos, Etiopia
- DBN Aeroporto civile, Dublin (Georgia), Stati Uniti d'America
- DBO Aeroporto civile, Dubbo (Nuova Galles del Sud), Australia
- DBP Aeroporto civile, Debepare, Papua Nuova Guinea
- DBQ Aeroporto municipale, Dubuque (Iowa), Stati Uniti d'America
- DBS Aeroporto civile, Dubois (Idaho), Stati Uniti d'America
- DBT Aeroporto civile, Debre Tabor, Etiopia
- DBV Aeroporto CILIPI, Ragusa, Croazia
- DBY Aeroporto civile, Dalby, Australia
- DCA Aeroporto Nazionale di Washington-Ronald Reagan, Washington, Stati Uniti d'America
- DCF Aeroporto civile, Dominica Cane Field, Dominica
- DCI Aeroporto di Decimomannu, Decimomannu (CA), Italia
- DCK Aeroporto civile, Dahl Creek, Stati Uniti d'America
- DCM Aeroporto Mazamet, Castres, Francia
- DCR Aeroporto civile, Decatur Hi Way, Stati Uniti d'America
- DCS Aeroporto civile, Doncaster Finningley, Regno Unito
- DCT Aeroporto civile, Duncan Town - Ragged Island, Bahamas
- DDC Aeroporto municipale, Dodge City (Kansas), Stati Uniti d'America
- DDG Aeroporto civile, Dandong, Cina
- DDI Aeroporto civile, Daydream Island (Queensland), Australia
- DDM Aeroporto civile, Dodoima, Papua Nuova Guinea
- DDN Aeroporto civile, Delta Downs, Australia
- DDP Aeroporto civile di Dorado Beach, Dorado, Porto Rico
- DEA Aeroporto civile, Dera Ghazi Khan, Pakistan
- DEB Aeroporto civile, Debrecen, Ungheria
- DEC Aeroporto municipale, Decatur (Illinois), Stati Uniti d'America
- DED Aeroporto civile, Dehradun, India
- DEH Aeroporto civile, Decorah (Iowa), Stati Uniti d'America
- DEI Aeroporto civile, Denis Island, Seychelles
- DEL Aeroporto Internazionale di Delhi, Delhi, India
- DEM Aeroporto civile, Dembidollo, Etiopia
- DEN Aeroporto Internazionale di Denver, Denver (Colorado), Stati Uniti d'America
- DEO Aeroporto civile, Dearborn Hyatt Hlpt, Stati Uniti d'America
- DER Aeroporto civile, Derim, Papua Nuova Guinea
- DES Aeroporto civile, Desroches, Seychelles
- DET Aeroporto Detroit City, Detroit (Michigan), Stati Uniti d'America
- DEZ Aeroporto civile, Deir Ezzor/Deirezzur, Siria
- DFB Aeroporto civile, Driftwood Bay (Alaska), Stati Uniti d'America
- DFI Aeroporto Defiance Memorial, Defiance (Ohio), Stati Uniti d'America
- DFP Aeroporto civile, Drumduff, Australia
- DFW Aeroporto Dallas/Fort Worth International, Dallas (Texas)/Euless (Texas)/Grapevine (Texas)/Irving (Texas), Stati Uniti d'America
- DGA Aeroporto civile, Dangriga, Belize
- DGB Aeroporto civile, Danger Bay, Stati Uniti d'America
- DGC Aeroporto civile, Degahbur, Etiopia
- DGE Aeroporto civile, Mudgee (Nuova Galles del Sud), Australia
- DGF Aeroporto civile, Douglas Lake (BC), Canada
- DGL Aeroporto civile, Douglas Douglas Municipal, Stati Uniti d'America
- DGO Aeroporto GEN GUADALUPE VICTORIA, Durango, Messico
- DGP Aeroporto civile, Daugavpils, Lettonia
- DGR Aeroporto civile, Dargaville, Nuova Zelanda
- DGT Aeroporto Sibulan, Dumaguete, Filippine
- DGU Aeroporto civile, Dédougou, Burkina Faso
- DGW Aeroporto Converse County, Douglas (Wyoming), Stati Uniti d'America
- DHA Aeroporto Dhahran International, Dhahran/Al Khobar, Arabia Saudita
- DHD Aeroporto civile, Durham Downs, Australia
- DHF Aeroporto Abu Dhabi Dhafra Air Force base, Al Dhafra, Emirati Arabi Uniti (sito informativo)
- DHI Aeroporto civile, Dhangarhi, Nepal
- DHL Aeroporto civile, Dhala, Yemen
- DHM Aeroporto civile, Dharamsala Gaggal, India
- DHN Aeroporto municipale, Dothan (Alabama), Stati Uniti d'America
- DHR Aeroporto Den Helder, De Kooy, Paesi Bassi
- DIB Aeroporto CHABUA, Dibrugarh, India
- DIE Aeroporto di Antsiranana-Arrachart, Antsiranana, Madagascar
- DIJ Aeroporto Longvic - BOURGOGNE, Digione, Francia
- DIK Aeroporto regionale Theodore Roosevelt, Dickinson (Dakota del Nord), Stati Uniti d'America
- DIL Aeroporto KOMORO, Dili, Timor
- DIM Aeroporto Ville, Dimbokro, Costa d'Avorio
- DIN Aeroporto civile, Dien Bien Phu, Vietnam
- DIO Aeroporto civile, Diomede Island (Alaska), Stati Uniti d'America
- DIP Aeroporto civile, Diapaga, Burkina Faso
- DIQ Aeroporto civile, Divinopolis (MG), Brasile
- DIR Aeroporto Aba Tenna D. Yilma, Dire Daua, Etiopia
- DIS Aeroporto civile, Dolisie, Congo
- DIV Aeroporto civile, Divo, Costa d'Avorio
- DIY Aeroporto Diyarbakir Airport/Air Base, Diyarbakır, Turchia
- DJA Aeroporto civile, Djougou, Benin
- DJB Aeroporto civile, Jambi, Indonesia
- DJE Aeroporto Zarsis/MELITA, Djerba, Tunisia
- DJG Aeroporto Tiska, Djanet, Algeria (sito informativo)
- DJJ Aeroporto SENTANI, Jaya Pura, Indonesia
- DJM Aeroporto civile, Djambala, Congo
- DJN Aeroporto civile, Delta Junction (Alaska), Stati Uniti d'America
- DJO Aeroporto civile, Daloa, Costa d'Avorio
- DJU Aeroporto civile, Djúpivogur, Islanda
- DKI Aeroporto civile, Dunk Island (Queensland), Australia
- DKK Aeroporto Chautauqua County/Dunkirk, Dunkirk (New York), Stati Uniti d'America
- DKR Aeroporto di Dakar-Léopold Sedar Senghor, Dakar, Senegal
- DKS Aeroporto di Dikson, Dikson, Russia
- DKV Aeroporto civile, Docker River, Australia
- DLA Aeroporto Douala International, Douala, Camerun
- DLC Aeroporto internazionale di Dalian Zhoushuizi, Dalian, Cina
- DLD Aeroporto civile, Geilo, Norvegia
- DLE Aeroporto Tavaux, Dole, Francia
- DLF Aeroporto Laughlin Air Force Base Auxiliary Airfield, Del Rio/Laughlin (Texas), Stati Uniti d'America
- DLG Aeroporto Dillingham, Dillingham (Alaska), Stati Uniti d'America
- DLH Aeroporto Duluth International, Duluth/Superior (Minnesota), Stati Uniti d'America
- DLI Aeroporto civile, Dalat/Da Lat, Vietnam
- DLK Aeroporto civile, Dulkaninna, Australia
- DLL Aeroporto civile, Dillon (Carolina del Sud), Stati Uniti d'America
- DLM Aeroporto Mugla, Dalaman, Turchia
- DLN Aeroporto civile, Dillon (Montana), Stati Uniti d'America
- DLO Aeroporto civile, Dolomi (Alaska), Stati Uniti d'America
- DLS Aeroporto municipale, The Dalles, Stati Uniti d'America
- DLU Aeroporto civile, Dali City, Cina
- DLV Aeroporto civile, Delissaville, Australia
- DLY Aeroporto civile, Dillons Bay, Vanuatu
- DLZ Aeroporto civile, Dalanzadgad, Mongolia
- DMA Aeroporto Air Force Base, Davis-Monthan (Arizona), Stati Uniti d'America
- DMB Aeroporto civile, Dzhambul, Kazakistan
- DMD Aeroporto civile, Doomadgee Mission (Queensland), Australia
- DME Aeroporto di Mosca-Domodedovo, Mosca, Russia
- DMK Aeroporto internazionale Donmuak, Bangkok, Thailandia
- DMM Aeroporto Internazionale di Dammam-King Fahed, Arabia Saudita
- DMO Aeroporto Sedalia Memorial, Sedalia (Missouri), Stati Uniti d'America
- DMR Aeroporto civile, Dhamar, Yemen
- DMT Aeroporto civile, Diamantino, Brasile
- DMU Aeroporto civile, Dimapur, India
- DNA Aeroporto Air Base, Kadena, Giappone
- DNB Aeroporto civile, Dunbar, Australia
- DND Aeroporto Riverside Park, Dundee, Regno Unito
- DNE Aeroporto civile, Dallas Dallas North, Stati Uniti d'America
- DNF Aeroporto civile, Derna Martuba, Libia
- DNH Aeroporto civile, Dunhuang, Cina
- DNI Aeroporto civile, Wad Medani, Sudan
- DNK Aeroporto internazionale di Dnipro, Ucraina
- DNL Aeroporto Daniel Field, Augusta (Georgia), Stati Uniti d'America
- DNM Aeroporto civile, Denham (Western Australia), Australia
- DNN Aeroporto civile, Dalton (Georgia), Stati Uniti d'America
- DNO Aeroporto civile, Dianópolis, Brasile
- DNP Aeroporto civile, Dang, Nepal
- DNQ Aeroporto civile, Deniliquin (Nuova Galles del Sud), Australia
- DNR Aeroporto Pleurtuit-St. Malo, Dinard, Francia
- DNS Aeroporto civile, Denison (Iowa), Stati Uniti d'America
- DNT Aeroporto civile, Santa Ana Downtown Heliport, Stati Uniti d'America
- DNU Aeroporto civile, Dinangat, Papua Nuova Guinea
- DNV Aeroporto VERMILION COUNTY, Danville (Illinois), Stati Uniti d'America
- DNX Aeroporto Galegu, Dinder, Sudan
- DNZ Aeroporto Cardak Air Base, Denizli, Turchia

## DO-DZ
- DOA Aeroporto civile, Doany, Madagascar
- DOB Aeroporto civile, Dobo, Indonesia
- DOC Aeroporto civile, Dornoch, Regno Unito
- DOD Aeroporto civile, Dodoma, Tanzania
- DOE Aeroporto civile, Djoemoe, Suriname
- DOF Aeroporto civile, Dora Bay (Alaska), Stati Uniti d'America
- DOG Aeroporto civile, Dongola, Sudan
- DOH Aeroporto Internazionale di Doha, Doha, Qatar
- DOI Aeroporto civile, Doini, Papua Nuova Guinea
- DOK Aeroporto civile, Donec'k, Ucraina
- DOL Aeroporto Saint Gatien, Deauville, Francia
- DOM Aeroporto MELVILLE HALL, Dominica, Dominica
- DON Aeroporto civile, Dos Lagunas Peten, Guatemala
- DOO Aeroporto civile, Dorobisoro, Papua Nuova Guinea
- DOP Aeroporto civile, Ḍolpā, Nepal
- DOR Aeroporto civile, Dori, Burkina Faso
- DOS Aeroporto civile, Dios, Papua Nuova Guinea
- DOU Aeroporto civile, Dourados (MS), Brasile
- DOV Dover Air Force Base, Dover (Delaware), Stati Uniti d'America
- DOX Aeroporto civile, Dongara, Australia
- DPA Aeroporto Dupage, Chicago/West Chicago (Illinois), Stati Uniti d'America
- DPE Aeroporto SAINT-AUBIN, Dieppe, Francia
- DPK Aeroporto civile, Deer Park (New York), Stati Uniti d'America
- DPL Aeroporto civile, Dipolog, Filippine
- DPO Aeroporto civile, Devonport (Tasmania), Australia
- DPS Aeroporto NGURAH RAI, Denpasar/Bali, Indonesia
- DPU Aeroporto civile, Dumpu, Papua Nuova Guinea
- DRB Aeroporto civile, Derby (Australia Occidentale), Australia
- DRC Aeroporto civile, Dirico, Angola
- DRD Aeroporto civile, Dorunda Station, Australia
- DRE Aeroporto civile, Drummond Island, Stati Uniti d'America
- DRF Aeroporto civile, Drift River, Stati Uniti d'America
- DRG Aeroporto civile, Deering (Alaska), Stati Uniti d'America
- DRJ Aeroporto civile, Drietabbetje, Suriname
- DRM Aeroporto civile, Drama, Grecia
- DRN Aeroporto civile, Dirranbandi, Australia
- DRO Aeroporto La Plata County, Durango/Purgatory (Colorado), Stati Uniti d'America
- DRR Aeroporto civile, Durrie, Australia
- DRS Aeroporto KLOTZSCHE, Dresda, Germania
- DRT Aeroporto Del Rio International, Del Rio (Texas), Stati Uniti d'America
- DRU Aeroporto civile, Drummond (Montana), Stati Uniti d'America
- DRW Aeroporto civile, Darwin (Northern Territory), Australia
- DRW Aeroporto Darwin International, Darwin, Australia
- DSC Aeroporto civile, Dschang, Camerun
- DSD Aeroporto Anse, La Desirade Grande, Guadalupa
- DSE Aeroporto Combolcha, Dessiè, Etiopia
- DSE Aeroporto civile, Dessiè, Etiopia
- DSI Aeroporto civile, Destin (Florida), Stati Uniti d'America
- DSK Aeroporto civile, Dera Ismail Khan, Pakistan
- DSL Aeroporto civile, Daru, Sierra Leone
- DSM Aeroporto municipale, Des Moines (Iowa), Stati Uniti d'America
- DSN Aeroporto civile, Dongsheng, Cina
- DSS Aeroporto di Dakar-Blaise Diagne, Diass, Senegal
- DTA Aeroporto civile, Delta, Stati Uniti d'America
- DTD Aeroporto civile, Datadawai, Indonesia
- DTE Aeroporto civile, Daet, Filippine
- DTH Aeroporto civile, Death Valley, Stati Uniti d'America
- DTL Aeroporto Automatic Weather Observing/Reporting System, Detroit Lakes (Minnesota), Stati Uniti d'America
- DTM Aeroporto Wickede, Dortmund, Germania
- DTN Aeroporto Shreveport Downtown, Shreveport (Louisiana), Stati Uniti d'America
- DTR Aeroporto civile, Decatur Island (Washington), Stati Uniti d'America
- DTT Aeroporto civile, Detroit (Michigan), Stati Uniti d'America
- DTW Aeroporto Metropolitano di Detroit-Contea di Wayne, Detroit (Michigan), Stati Uniti d'America
- DUB Aeroporto civile, Dublino, Eire
- DUC Aeroporto civile, Duncan Halliburtn, Stati Uniti d'America
- DUD Aeroporto di Dunedin, Momona, Dunedin, Nuova Zelanda
- DUE Aeroporto civile, Dundo (chitato Portugalia ??), Angola
- DUG Aeroporto Bisbee International, Douglas (Arizona), Stati Uniti d'America
- DUJ Aeroporto JEFFERSON COUNTY, Dubois (Pennsylvania), Stati Uniti d'America
- DUK Aeroporto civile, Dukuduk, Sudafrica
- DUM Aeroporto civile, Dumai Pinang Kam, Indonesia
- DUN Aeroporto civile, Dundas, Groenlandia
- DUQ Aeroporto QUAMICHAN LAKE, Duncan/Quam, Columbia Britannica, Canada
- DUR Aeroporto LOUIS BOTHA, Durban, Sudafrica
- DUS Aeroporto RHEIN-RUHR - LOHAUSEN, Düsseldorf, Germania
- DUT Aeroporto civile, Dutch Harbor (Alaska), Stati Uniti d'America
- DVA Aeroporto civile, Deva, Romania
- DVD Aeroporto civile, Andavadoaka, Madagascar
- DVL Aeroporto civile, Devils Lake (Dakota del Nord), Stati Uniti d'America
- DVO Aeroporto Internazionale di Davao-Francisco Bangoy, Dabaw, Filippine
- DVP Aeroporto civile, Davenport Downs, Australia
- DVR Aeroporto civile, Daly River, Australia
- DVT Aeroporto Phoenix-Deer Valley Municipal, Phoenix (Arizona), Stati Uniti d'America
- DWA Aeroporto civile, Dwangwa, Malawi
- DWB Aeroporto civile, Soalala, Madagascar
- DWC Aeroporto Internazionale Dubai Al-Maktum
- DWF Aeroporto civile, Dayton Wright AFB, Stati Uniti d'America
- DWH Aeroporto Hooks Memorial, Houston (Texas), Stati Uniti d'America
- DWN Aeroporto civile, Oklahoma City Downtown Airpark, Stati Uniti d'America
- DWS Aeroporto civile, Orlando Walt Disney World, Stati Uniti d'America
- DXB Aeroporto Dubai International, Dubai, Emirati Arabi Uniti (sito informativo)
- DXD Aeroporto civile, Dixie, Australia
- DXR Aeroporto municipale, Danbury (Connecticut), Stati Uniti d'America
- DYA Aeroporto civile, Dysart, Australia
- DYG Aeroporto civile, Dayong, Cina
- DYL Aeroporto civile, Doylestown (Pennsylvania), Stati Uniti d'America
- DYM Aeroporto civile, Diamantina Lakes, Australia
- DYR Aeroporto di Anadyr', Anadyr', Russia
- DYS Aeroporto civile, Dyess AFB, Stati Uniti d'America
- DYU Aeroporto di Dušanbe, Dušanbe, Tagikistan
- DYW Aeroporto civile, Daly Waters, Australia
- DZA Aeroporto Pamandzi, Dzaoudzi, Mayotte
- DZI Aeroporto civile, Codazzi, Colombia
- DZN Aeroporto civile, Zhezkazgan/Dzhezkazgan, Kazakistan
- DZO Aeroporto Santa Bernardina, Durazno, Uruguay
- DZU Aeroporto civile, Dazu, Cina